# George Punnakottil

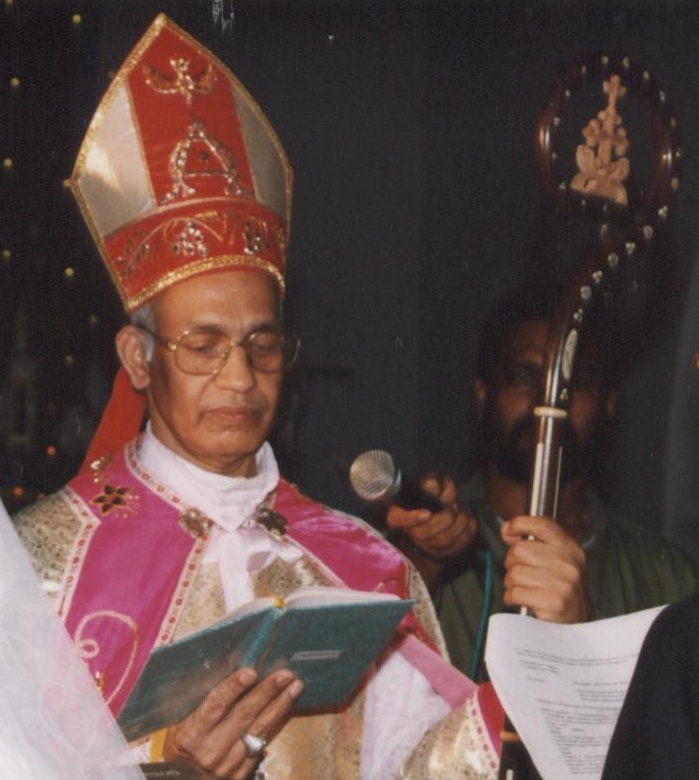
Bischof George Punnakottil

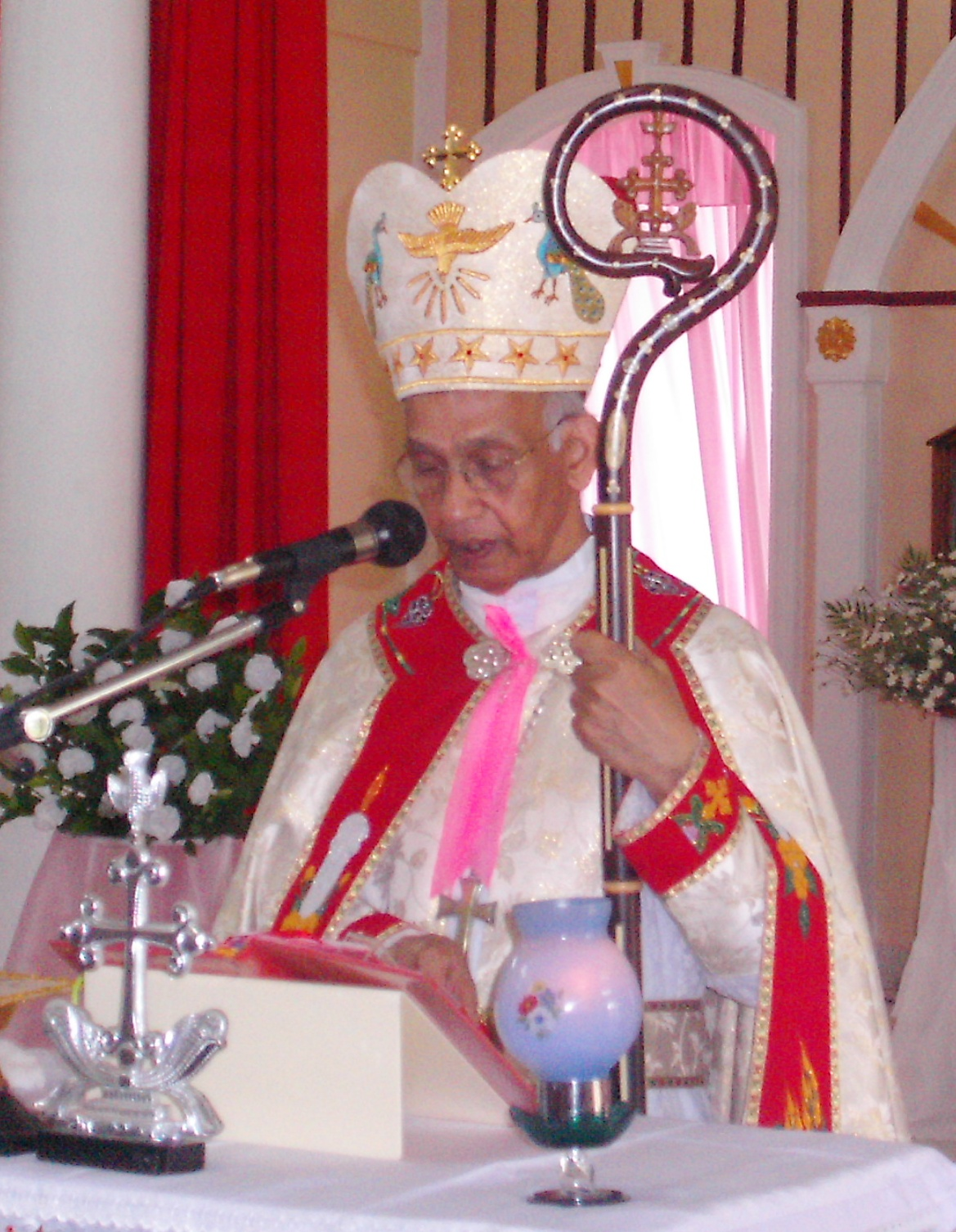
Bischof George Punnakottil, 2011

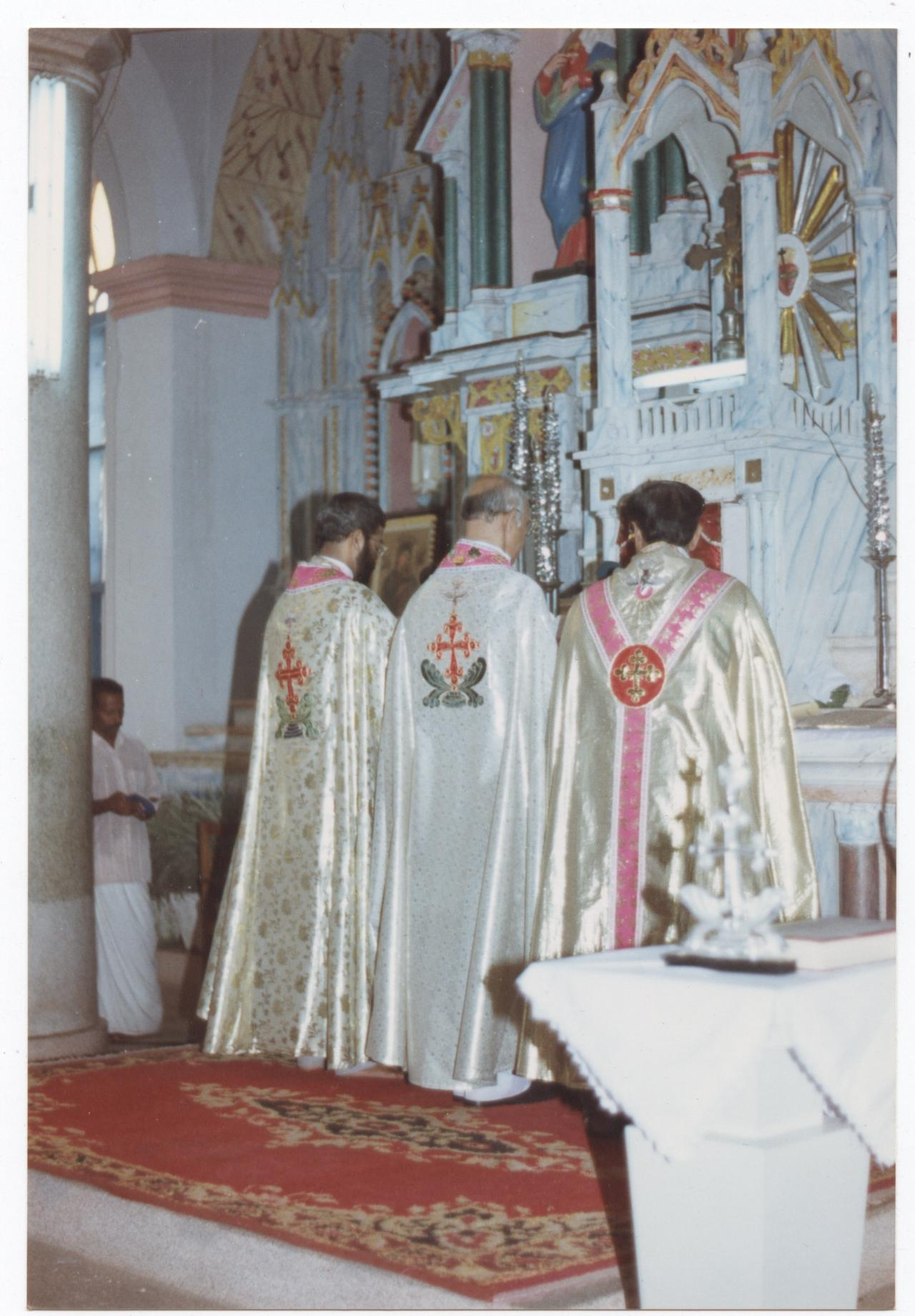
Pontifikalmesse von Bischof Punnakottil (mittig), in der Kathedrale von Kothamangalam

George Punnakottil (* 13. September 1936 in Thazhuvamkunnu, Kerala, Indien) ist emeritierter Bischof der syro-malabarischen Diözese (Eparchie) von Kothamangalam.

## Leben und Wirken
George Punnakottil wurde in Thazhuvamkunnu, einer Pfarrei in der damaligen syro-malabarischen Erzdiözese Ernakulam geboren. Er absolvierte 1953 die Infant Jesus High School Vazhakulam und trat dann in das Priesterseminar zu Kothamangalam ein. Am 29. Juni 1956 trennte Papst Pius XII. den östlichen Teil der Erzdiözese Ernakulam von dieser ab und formierte daraus das neue Bistum Kothamangalam, wozu auch der Heimatort des Bischofs gehörte. Punnakottil studierte im St. Josephs Seminar Mangalapuzha Philosophie, an der Gregoriana in Rom vollendete er die theologischen Studien.
Am 18. Oktober 1961 empfing er in Rom die Priesterweihe. Seine erste Stelle trat der Geistliche als Kaplan (Assistant Parish Priest) an der Kathedralpfarrei St. George in Kothamangalam an. 1968 berief man ihn als Lehrer (Professor) für Biblische Theologie an das St. Thomas Seminar in Vadavathoor. 1976 erwarb Punnakottil einen Mastergrad in Politikwissenschaften (International Relations) an der Vanderbilt-Universität in Nashville, Tennessee.
Mit Datum vom 26. Februar 1977 avancierte George Punnakottil zum Bischof seiner Heimatdiözese Kothamangalam. Die Bischofsweihe spendete ihm am 24. April 1977 der Erzbischof von Ernakulam, Kardinal Joseph Parecattil; Mitkonsekratoren waren sein Vorgänger Matthew Pothanamuzhi und Weihbischof Joseph Pallikaparampil aus Palai.
Punnakottil veröffentlichte zwei Bücher über biblische Theologie und wurde in Indien als Verteidiger der traditionellen Liturgie seines syro-malabarischen Ritus bekannt. Er lehnt – im Gegensatz zu Joseph Parecattil – die zum Volk gerichtete Zelebration ab, ebenso wie eine Europäisierung oder eine Inkulturation seines Ritus, der sich dort seit apostolischer Zeit entwickelt und in dieser Form manifestiert hat. Diese Bewegung in der syro-malabarischen Kirche wurde von Rom stark unterstützt und konnte sich zwischenzeitlich durchsetzen. Bischof Punnakottil hat jene Entwicklung wesentlich mitgetragen.
Seit 4. März 2010 war George Punnakottil auch stellvertretender Vorsitzender der indischen Bischofskonferenz. Mit Wirkung vom 10. Januar 2013 nahm Papst Benedikt XVI. seinen altersbedingten Rücktritt an und bestätigte die Wahl seines Nachfolgers George Madathikandathil.